# Aberri Eguna

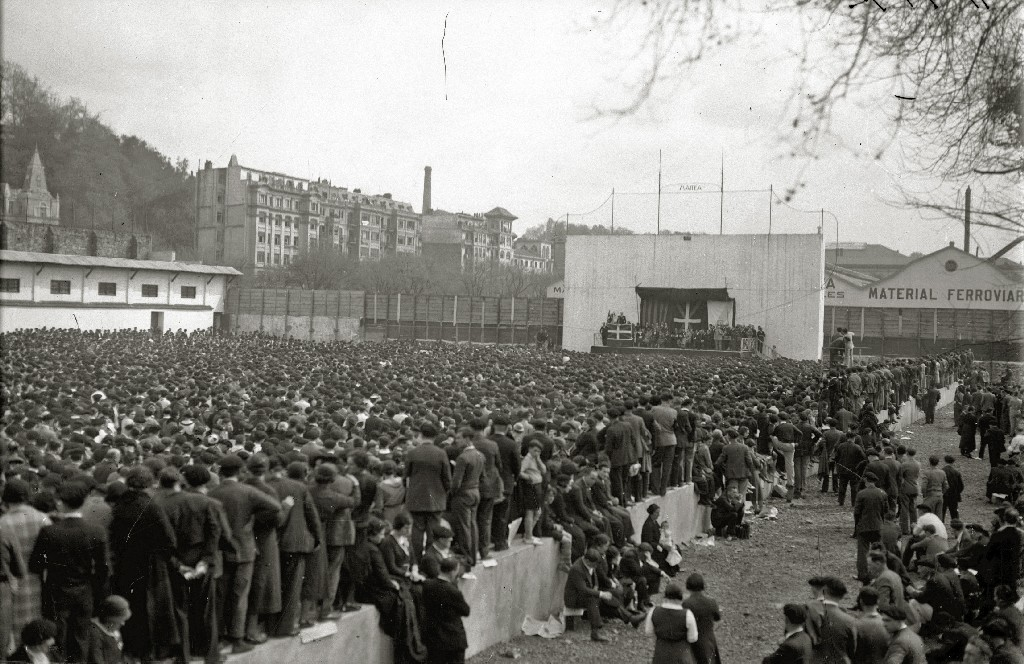
Aberri Eguna-firande i Donostia 1933.

Aberri Eguna ("fosterlandsdagen") är en baskisk högtid som sammanfaller med påskdagen och har sina rötter i den baskiska nationaliströrelsen. Nuförtiden deltar de flesta nationalistiska partier och organisationer i konkurrerande arrangemang varje år. Dagen fungerar som icke-officiell baskisk nationaldag, både i Iparralde och Hegoalde (spanska respektive franska Baskien).

## Bakgrund
Det första firandet av Aberri Eguna organiserades av baskiska nationalistpartiet i Bilbo 27 april 1932. Firandet förbjöds under den spanska diktaturen (1939–1978). Trots det högtidlighölls dagen i hemlighet från 1963, men då i mindre skala och på olika platser.

## Källhänvisningar
1. ↑  Euskosare: Basque Global Community network: Frequently asked questions about the Basques Arkiverad 6 januari 2015 hämtat från the Wayback Machine.